# تاریخ شکل شهر تا انقلاب صنعتی
تاریخ شکل شهر تا انقلاب صنعتی کتابی از جیمز موریس با ترجمهٔ راضیه رضازاده است که در سال ۱۳۶۸ منتشر و در مراسم کتاب سال جمهوری اسلامی ایران به‌عنوان کتاب شایسته تقدیر معرفی شد.
در این کتاب، می توانید درباره تاریخچه شهر صنعتی و تحولاتی که به شکل گیری آن منجر شد، بیشتر بدانید. همچنین، می توانید در مورد تاثیرات صنعت بر جوامع و اقتصادات دنیا، از جمله رونق تولید و تجارت، افزایش جمعیت شهری و شکل گیری طبقات مختلف اجتماعی، بخوانید. در این کتاب، تاریخچه شهر صنعتی با جزئیات بررسی شده و به خوانندگان کمک می کند تا بهتر درک کنند که چگونه صنعت به شکل گیری جوامع مدرن و پیشرفته کمک کرده است. 

## منبع
1. ↑  آیینه دوران: گزارش سی و شش دوره کتاب سال ایران، تهیه و تنظیم مؤسسه خانه کتاب، تهران: خانه کتاب، ۱۳۹۷
2. ↑   "The Industrial Revolution: A Very Short Introduction"، نوشته Robert C. Allen، انتشارات Oxford University Press، 2017.